# 梶田照正
梶田 照正（かじた てるまさ、生年不明 - 没年不明）は、 江戸時代の尾張藩士。

## 生涯
父は福田助左衛門。跡継ぎがいなかった梶田紀雄の養子となる。御馬廻を務めた。子孫に梶田繁珠がいる。